# 도쿠미쓰촌
도쿠미쓰촌(일본어: 徳光村)은 일본 교토부 다케노군에 있던 촌이다.

## 역사
- 1889년 4월 1일 - 정촌제 시행에 의해 4촌의 구역을 가지고 성립하였다.
- 1925년 12월 1일 - 야기촌과 합병해. 도요사카촌이 성립, 동일 도쿠미쓰촌은 폐지되었다.

## 참고문헌
- 「角川日本地名大辞典」編纂委員会『角川日本地名大辞典 26 京都府』角川書店、1982年